# ОМШ „Владимир Ђорђевић” Алексинац
Основна музичка школа „Владимир Ђорђевић” у Алексинцу је једна од установа основног образовања на територији општине Алексинац, која је почела са радом школске 1966/67. године у оквиру Радничког универзитета, а у сарадњи са музичком школом „Јован Бандур” из Панчева. Настава се одвијала на три одсека, и то за хармонику, клавир и гитару.

## Историјат
Наставни кадар те прве школске године чинила су најпре три наставника: Јовица Гавриловић, Томислав Братић и Мирјана Гавриловић, а од 1969. године и Живадин Живковић и Миодраг Радосављевић. Школа је финансирана једном трећином од стране родитеља, а остало средствима СО Алексинац. Одлуком СО Алексинац, 1973. године школа добија дозволу за самостални рад и наставља да ради као посебна јединица Радничког универзитета у чијим је просторијама и почела са радом.
Након рушења просторија старог РУ и биоскопа „Слобода” школа добија просторије у оквиру нове зграде Центра за културу и уметност  у којима школа и данас ради.
Трансформацијом Радничког универзитета 1991. године формира се ОШ „Владимир Ђорђевић” у којој настављају да раде сви облици образовања дотадашњег РУ, а међу њима и основно музичко образовање. Иако је то било привремено решење, овакав статус школе је задржала све до 2006. године, када је, након вишегодишњег перманентног залагања, званично формирана музичка школа као самостална институција под називом Школа за основно музичко образовање и васпитање „Владимир Ђорђевић” Алексинац.
Од школске 2006./07. године школа ради као самостална установа. Школске 2008/2009. године добија решење о верификацији.

## Школа данас
Данас се у матичној школи изводи настава на следећим одсецима: хармоника, клавир, виолина, гитара, кларинет, флаута и соло певање. 
Од 2009. године почело је са радом издвојено одељење у Ражњу, у просторијама ОШ „Иван Вушовић”, а школске 2015/16. године отворено је још једно издвојено одељење у Сокобањи које ради у просторијама ОШ „Митрополит Михаило”.
ОМШ „Владимир Ђорђевић” од 2016. године организује Међународни фестивал музике хармонике под називом „VIVA HARMONIKA”, а од 2021. године и Међународно такмичење пијаниста Меморијал „Сања Павловић”. Више пута је организатор Општинске смотре хорова, оркестара и камерних ансамбала, манифестације која има традицију дугу преко пола века. Године 2016. ученик школе Андрија Јашаревић у класи кларинета Драгана Живковића, постао је добитник Светосавске награде, највишег признања у области просвете у Републици Србији.